# 狂醫魔徒
《狂醫魔徒》（韓語：하이퍼 나이프）是Disney+自2025年3月19日起播出的医疗题材原创韩国剧集，由《神的测验：重启》编剧金善熙与《日与夜》、《瘋狂愛上你》的导演金正铉合作打造，薛景求、朴恩斌、朴丙垠、尹燦榮主演。

## 剧情概要
剧情讲述过去备受瞩目的天才医生郑世玉和将她推向深渊的老师崔德熙重逢后，两个超级天才的对决与成长。

## 演员阵容

### 主要人物
- 朴恩斌 饰演 郑世玉[7]

过去被称作天才医生，但被吊销行医资格后以非法手术的影子医生营生。
- 薛景求 饰演 崔德熙[7]

世界顶级的神经外科医生，他将爱恨交织的学生郑世玉永远地赶出手术室。
- 尹燦榮 饰演 徐荣柱[7]

他被郑世玉救过一命，因此像影子一样守护在郑世玉的身边。
- 朴丙垠 饰演 韩贤浩[7]

比任何人都舍不得郑世玉实力的麻醉科医生。

### 其他人物
- 李廷湜 飾演 河宇英[8]

鄭世玉的醫學院同學，現爲延心大學醫院的神經外科主任。
- 尹正勳 飾演 金世國[9]

延心大學醫院的神經外科住院醫師，非常尊敬崔德熙。
- 吳龍 飾演 宋進宇

延心大學醫院神經外科醫師。
- 韓俊宇 飾演 Alan 金[10]

在美國波士頓執業的醫師，深受崔德熙的信任。
- 姜智恩 飾演 羅女士

崔德熙的助手。
- 宋勳 飾演 崔德熙的管家。
- 柳承穆 飾演 梁董煐[11]

首爾警察廳廣域搜查隊重案二組警監，崔德熙的同鄉也是李完鎰的上司。
- 張元亨 飾演 李完鎰

首爾警察廳廣域搜查隊重案二組刑警，調查非法手術掮客案件。
- 林瑞琳 飾演 李昭貞

梁董煐的情人。
- 元賢俊 飾演 閔玄柱[12]

安排非法手術的掮客。
- 金正萬 飾演 金都奉[13]

幫派頭目，因通緝中，於是委託鄭世玉在廢棄寺廟進行腦部手術。
- 金燦亨 飾演 尚基

金都奉的親信。
- 張善 飾演 朴美蘭[14]

貪婪勢利的護士，被迫在廢棄寺廟參加非法手術，原本一開始感到恐懼，但當報酬沒有達到她的預期時，逐漸露出了真面目。
- 金秀娟 飾演 金咏信[15]

與鄭世玉一起在藥局工作的藥劑師。
- 李承妍 飾演 羅惠秀

曾在延心大學醫院工作的護理師。
- 許智娜 飾演 瑪麗餐館老闆。
- 李泰英 飾演 權信糾

戴著電子腳鐐的性犯罪者，瑪麗餐館老闆的弟弟。
- 金學善 飾演 金明晉

崔德熙在醫學院時期的同學，委託德熙進行腦膜瘤手術。
- 柳海濬 飾演 金起榮[16]

金明晉的兒子，與鄭世玉聯手尋找失蹤的父親。
- 遼河春日 飾演 一田七惠

一田基金會代會長，醫學界最大＂一田獎＂主辦方，兒子一田遙患有腦幹膠質瘤及血友病。
- 李至賢 飾演 宋恩彩

國科搜法醫。
- 金永鐵 飾演 表仁國

試圖協助閔玄柱偷渡到中國的漁船長。
- 金在健 飾演 金恩泰

擁有二十萬名信徒的邪教領袖，爲取出腦部腫瘤而在輪船上進行非法手術。

## 制作
2023年11月，韩国媒体报道薛景求主演该剧，饰演一名神经外科教授崔德熙，该剧由《神的测验：重启》编剧金善熙执笔剧本；同年12月，媒体报道朴恩斌有望出演该剧的女主角郑世玉，她是一名涉嫌谋杀崔德熙未遂的天才医生。2024年3月，媒体报道尹燦榮与朴丙垠有望参演该剧，尹灿荣饰演郑世玉的保镖徐荣柱；同年4月，正式宣布薛景求、朴恩斌、朴丙垠与尹灿荣参演。
韩国媒体报道朴恩斌参演该剧将获得每集3亿韩元的片酬，但制作公司与朴恩斌的经纪公司均否认了这一消息。

## 迴響
根據全球OTT平台收視排名網站FlixPatrol顯示，截至21日，《狂醫魔徒》在韓國Disney+內容綜合排名中位居第一，並在台灣、香港、日本、新加坡、土耳其等5個國家和地區排名前五；截至28日，在韓國、台灣、香港3個亞洲地區排名第一。上映7天後，創下了2025年上映的韓國作品中，全球及亞太地區觀看次數最多的紀錄。海外媒體也給予了高度評價，《Hollywood Insider》「緊張的情節發展，將代入感提升到極致。」；《The Review Geek》「導演精湛的手法，將緊張感和刺激感完美地融合在一起。」；《新音樂快遞》「超越類型片的藝術作品誕生」；《Soapcentral》「朴恩斌飾演的『鄭世玉』集可愛、瘋狂與機靈於一身，每一個表情都引人入勝。」；《PEP.ph》「引人入勝的故事、朴恩斌充滿力量的演技、薛景求的存在感十足。」，憑藉著紮實的故事情節和每集都營造緊張氣氛的導演手法，以及獨特的類型片魅力和完美的演員陣容，獲得了一致好評。

### 韓國話題性排行
劇集排行
| 週次     | TV-OTT話題性 | TV-OTT話題性 | TV-OTT話題性 | TV-OTT話題性 |
| 週次     | 綜合         | 綜合         | 戲劇         | 戲劇         |
| 週次     | 排名         | 佔有率       | 排名         | 佔有率       |
| -------- | ------------ | ------------ | ------------ | ------------ |
| 3月第3週 | 2            | 3.85%        | 2            | 8.22%        |
| 3月第4週 | 2            | 3.25%        | 2            | 6.85%        |
| 4月第1週 | 3            | 3.28%        | 3            | 7.53%        |
| 4月第2週 | 4            | 3.98%        | 4            | 9.44%        |
| 4月第3週 | -            | -            | 9            | 4.17%        |

演員排行
| 週次     | TV-OTT人物話題性 | TV-OTT人物話題性 | TV-OTT人物話題性 | TV-OTT人物話題性 | TV-OTT人物話題性 | TV-OTT人物話題性 | TV-OTT人物話題性 | TV-OTT人物話題性 |
| 週次     | 朴恩斌           | 朴恩斌           | 朴恩斌           | 朴恩斌           | 薛景求           | 薛景求           | 薛景求           | 薛景求           |
| 週次     | 綜合             | 綜合             | 戲劇             | 戲劇             | 綜合             | 綜合             | 戲劇             | 戲劇             |
| 週次     | 排名             | 佔有率           | 排名             | 佔有率           | 排名             | 佔有率           | 排名             | 佔有率           |
| -------- | ---------------- | ---------------- | ---------------- | ---------------- | ---------------- | ---------------- | ---------------- | ---------------- |
| 3月第3週 | 3                | 2.31%            | 3                | 4.37%            | -                | -                | -                | -                |
| 3月第4週 | 5                | 1.82%            | 5                | 3.55%            | -                | -                | -                | -                |
| 4月第1週 | 5                | 1.87%            | 5                | 4.01%            | 9                | 1.07%            | 8                | 2.31%            |
| 4月第2週 | 4                | 1.99%            | 4                | 4.63%            | 9                | 1.21%            | 8                | 2.82%            |

## 獎項榮譽
| 年度 | 頒獎典禮                      | 獎項                      | 入圍者       | 結果 | 參     |
| ---- | ----------------------------- | ------------------------- | ------------ | ---- | ------ |
| 2025 | 第4屆青龍系列大獎             | 電視劇部門 女主角獎       | 朴恩斌       | 提名 | [ 32 ] |
| 2025 | 第4屆青龍系列大獎             | 電視劇部門 男配角獎       | 朴丙垠       | 提名 | [ 32 ] |
| 2025 | 第7屆亞洲內容大獎&全球OTT大獎 | 最佳女主角                | 朴恩斌       | 待定 | [ 33 ] |
| 2025 | 第20屆首爾國際電視節          | 國際競賽單元 最佳迷你影集 | 《狂醫魔徒》 | 待定 | [ 34 ] |